# Anke Lautenbach
Anke Lautenbach (* 11. März 1960 in Halberstadt; † 24. April 2012 in Berlin) war eine deutsche Sängerin und Dozentin für Gesang.

## Leben
Anke Lautenbach begann früh, sich für Gesang und Musik zu interessieren. An der Leipziger Karl-Marx-Universität absolvierte sie von 1979 bis 1984 ein Studium der Kultur- und Musikwissenschaften. Zur gleichen Zeit erhielt Lautenbach eine Gesangsausbildung und trat als Sängerin einer Tanzkapelle auf. An der Hochschule für Musik und Theater „Felix Mendelssohn Bartholdy“ Leipzig begann sie 1988 ein Studium für Gesang, das sie 1991 mit Auszeichnung abschloss. 1997 trat sie mit dem Lied Zwischen Himmel und Erde bei der deutschen Vorentscheidung zum Eurovision Song Contest an.
Seit 1987 sang sie in verschiedenen Bands, schließlich gründete sie ihre erste eigene Band namens Noble Noise. Ihr Repertoire umfasste sowohl Klassik (Messias-Variationen nach Händel) als auch Filmschlager, Deutsch-Pop und Chansons (Kurt Tucholsky).
Sie hatte danach Auftritte in den Fernsehshows Heute Abend No. 1 neben Dagmar Frederic, Musik für Sie im MDR, Elblandfestspiele Wittenberge – Operettengala im rbb-Fernsehen neben Jochen Kowalski und Björn Casapietra. Bei mehreren Galaabenden von Classic Open Air war sie  auf dem Berliner Gendarmenmarkt als Gastsolistin verpflichtet. Im Friedrichstadtpalast Berlin war sie für die Revue Kiek ma an engagiert.
2005 gründete sie die Scala – Akademie für Gesang und Entertainment, eine Schule für junge Bühnenkünstler, die in den Räumen des Berliner Admiralspalasts angesiedelt war. Neben ihrer Funktion als Dozentin trat Anke Lautenbach dort auch als Gesangssolistin im kleinen Salontheater der Akademie auf.
Die Künstlerin war Gründungsmitglied der Europäischen Kulturwerkstatt (EKW) und von 2007 bis 2012 erste Vizepräsidentin dieser europäischen Organisation zur Förderung von Kunst, Theater und Musik.
An der Theaterakademie Vorpommern unterrichtete sie im Fach Liedinterpretation.
Anke Lautenbach erlag einem Krebsleiden.

## Diskografie

### Alben
- 1993: Classic Open Air: Eternal Songs (Solistin)
- 2004: Gefühle
- 2005: Erzähl mir mehr von dir
- 2006: Live im Yorkschlösschen

### Singles
- 1997: Zwischen Himmel und Erde
- 1999: Mamma Mia, was für eine Nacht
- 2008: Ich hab keine Angst zu fliegen
- 2008: Es gibt immer einen Weg
- 2008: Weihnachten
- 2009: Im Himmel fehlt heut ein Engel
- 2009: Spiegelbilder
- 2010: Heut halt ich einfach mal an

## Belege
1. ↑  Anke Lautenbach ist tot. www.derwesten.de, 24. April 2012, archiviert vom Original am 14. Mai 2012; abgerufen am 24. April 2012.

| Personendaten    | Personendaten                             |
| ---------------- | ----------------------------------------- |
| NAME             | Lautenbach, Anke                          |
| KURZBESCHREIBUNG | deutsche Sängerin und Dozentin für Gesang |
| GEBURTSDATUM     | 11. März 1960                             |
| GEBURTSORT       | Halberstadt                               |
| STERBEDATUM      | 24. April 2012                            |
| STERBEORT        | Berlin                                    |